# Републикански път III-406
Републикански път IIІ-406 е третокласен път, част от републиканската пътна мрежа на България, преминаващ изцяло по територията на област Габрово. Дължината му е 12,8 км.
Пътят се отклонява надясно при 98 км на Републикански път I-4 североизточно от село Идилево и се насочва на юг през източната част на Севлиевските височини. Минава западно от село Буря, слиза в долината на река Янтра и западно от село Янтра се съединява с Републикански път III-4041 при неговия 18 км.
| Пътища, отклоняващи се надясно (населено място, № на пътя, посока на пътя) | Км   | Пътища, отклоняващи се наляво (посока на пътя, № на пътя, населено място) |
| -------------------------------------------------------------------------- | ---- | ------------------------------------------------------------------------- |
| Община Севлиево, I-4, 98 км →                                              | 0,0  | → 98 км, I-4, Община Севлиево                                             |
| (за с. Идилево) общински път ←                                             | 1,8  |                                                                           |
|                                                                            | 3,7  | ← 86,9 км, III-609 (от с. Дъбово)                                         |
| Община Дряново                                                             | 10,1 | Община Дряново                                                            |
| (от гр. Севлиево) III-4041, 18 км →                                        | 12,8 | → 18 км, III-4041 (до гр. Дряново)                                        |